# Чехов
Чехов (рус. Чехов) град је у Русији у Московској области. Град је административни центар Чеховског рејона. Град је смештен на реци Лопасња, притоки Оке. Према попису становништва из 2010. у граду је живело 60.677 становника.

## Становништво
Према прелиминарним подацима са пописа, у граду је 2010. живело 60.677 становника, 12.240 (16,79%) мање него 2002.
| 1939. | 1959.  | 1970.  | 1979.  | 1989.  | 2002.  | 2010.  |
| ----- | ------ | ------ | ------ | ------ | ------ | ------ |
| 3.500 | 13.950 | 34.641 | 52.497 | 59.206 | 72.917 | 60.720 |

## Партнерски градови
- Фастив
- Капиљ
- Пазарџик
- Прибрам
- Саратога Спрингс[3]